# Colymbomorpha
Colymbomorpha är ett släkte av skalbaggar. Colymbomorpha ingår i familjen Melolonthidae.
Kladogram enligt Catalogue of Life:
| Colymbomorpha | \| \| Colymbomorpha lineata \| \| \| \| \| \| Colymbomorpha uniformis \| \| \| \| \| \| Colymbomorpha vittata \| \| \| \| |
|               | \| \| Colymbomorpha lineata \| \| \| \| \| \| Colymbomorpha uniformis \| \| \| \| \| \| Colymbomorpha vittata \| \| \| \| |
|               | Colymbomorpha lineata |
|               | |
|               | Colymbomorpha uniformis                                                                                                   |
|               | |
|               | Colymbomorpha vittata |
|               | |